# Esther Vergeer
Esther Mary Vergeer (ur. 18 lipca 1981 w Woerden) – holenderska tenisistka niepełnosprawna, występująca na światowych kortach od 1995 do 2013 roku, jedna z najwybitniejszych zawodniczek w historii tej dyscypliny, klasyfikowana w rankingu ITF na 1. miejscu w grze pojedynczej przez 668 tygodni (po raz pierwszy 6 kwietnia 1999; nieprzerwanie od 2 października 2000 do 21 stycznia 2013) i na 1. miejscu w grze podwójnej (po raz pierwszy 20 października 1998), mistrzyni dwudziestu jeden turniejów wielkoszlemowych w grze pojedynczej i dwudziestu trzech w grze podwójnej, trzynastokrotna zwyciężczyni mistrzostw na zakończenie sezonu w grze pojedynczej (1998–2011) i dziewięciokrotna w grze podwójnej (2001–2003, 2005–2009, 2011), czterokrotna mistrzyni paraolimpijska w grze pojedynczej (Sydney 2000, Ateny 2004, Pekin 2008 i Londyn 2012) oraz trzykrotna mistrzyni paraolimpijska w grze podwójnej (Sydney 2000, Ateny 2004, Londyn 2012). Od 2003 roku do końca kariery wygrała 470 spotkań z rzędu i 120 kolejnych turniejów w grze pojedynczej. W przeciągu całej kariery Vergeer zwyciężyła w 169 turniejach singlowych i 158 deblowych.
W 2023 roku została uhonorowana miejscem w Międzynarodowej Tenisowej Galerii Sławy.

## Historia występów
Legenda
     W, wygrany turniej
     F, przegrana w finale
     SF, przegrana w półfinale
     SFP, SFW, przegrana, wygrana w meczu o trzecie miejsce
     QF, przegrana w ćwierćfinale
     xR przegrana w x rundzie
     LQ, przegrana w kwalifikacjach
     RR, przegrana w fazie grupowej
     A, brak startu
     —, impreza nie odbyła się

### Występy w Wielkim Szlemie

#### Gra pojedyncza
| Wielkoszlemowe turnieje w singlu na wózkach |   |   |   |   |   |   |   |   |   |   |   |
| Australian Open                             | W | W | W | A | W | W | W | W | A | W | W |
| French Open                                 | — | — | — | — | — | W | W | W | W | W | W |
| US Open                                     | — | — | — | W | W | W | — | W | W | W | — |

#### Gra podwójna
| Wielkoszlemowe turnieje w deblu na wózkach |   |   |   |   |   |   |   |   |   |   |    |
| Australian Open                            | F | W | W | A | W | W | W | W | A | W | W  |
| French Open                                | — | — | — | — | — | W | W | W | F | W | W  |
| Wimbledon                                  | — | — | — | — | — | — | — | W | W | W | SF |
| US Open                                    | — | — | — | W | W | W | — | W | W | W | —  |

### Turnieje Masters oraz igrzyska paraolimpijskie
| Turniej                  | 1998 | 1999 | 2000 | 2001 | 2002 | 2003 | 2004 | 2005 | 2006 | 2007 | 2008 | 2009 | 2010 | 2011 | 2012 |
| ------------------------ | ---- | ---- | ---- | ---- | ---- | ---- | ---- | ---- | ---- | ---- | ---- | ---- | ---- | ---- | ---- |
| Turnieje Masters         |      |      |      |      |      |      |      |      |      |      |      |      |      |      |      |
| singel                   | W    | W    | W    | W    | W    | W    | W    | W    | W    | W    | W    | W    | W    | W    | A    |
| debel                    | —    | —    | F    | W    | W    | W    | LQ   | W    | W    | W    | W    | W    | A    | W    | A    |
| Igrzyska paraolimpijskie |      |      |      |      |      |      |      |      |      |      |      |      |      |      |      |
| Singel                   | —    | —    | W    | —    | —    | —    | W    | —    | —    | —    | W    | —    | —    | —    | W    |
| Debel                    | —    | —    | W    | —    | —    | —    | W    | —    | —    | —    | F    | —    | —    | —    | W    |